# Туера I (Каљари)
Туера I је насеље у Италији у округу Каљари, региону Сардинија.
Према процени из 2011. у насељу је живело 36 становника. Насеље се налази на надморској висини од 20 м.